# Гокхале, Викрам
Викрам Гокхале (маратхи विक्रम गोखले; 14 ноября 1945, Пуна, Британская Индия — 23 ноября 2022, Пуна, Махараштра) — индийский актёр театра, телевидения и кино на маратхи. Лауреат Национальной кинопремии за лучшую мужскую роль и премии Академии Сангит Натак за вклад в области театра.

## Биография
Викрам Гокхале родился 14 ноября 1945 года и был актёром в четвертом поколении. Его отец — Чандракант Гокхале — певец и актёр кино на маратхи. Его бабушка — Камлабай Гокхале, и прабабушка — Дургабай стали первыми девочкой и женщиной, снявшимися в индийском кино, после того как исполнили роли в одном из первых индийских фильмов Mohini Bhasmasur (1913).
В детстве Гокхале хотел быть пилотом истребителя, но однажды друг его отца предложил ему сыграть небольшую роль в театральной постановке, после чего юноша заинтересовался актёрским мастерством. Он напросился в ученики к Виджае Мехта, актрисе и режиссёру театра на маратхи. В составе её труппы он выступал следующие сорок лет, создав несколько запоминающихся образов, например, честного юриста, выступающего за гендерное равенство в пьесе «Barrister».
Актёр дебютировал в кино в болливудском триллере Parwana (1971) с Амитабхом Баччаном в главной роли. В том же году он снялся в Mai Mauli на маратхи. Он часто играл авторитетных персонажей, излучающих достоинство и честность и служивших примером или опорой для главных героев, например в фильмах «Огненный путь» (1990) и «Бог свидетель» (1992). Он также сыграл отца «подарившего крылья» своей дочери в телесериале Udaan в начале 1990-х годов, а затем врача с тёмной стороной в сериале Alpviram 1998 года. В 1999 году актёр снялся в фильме Санджая Лилы Бхансали «Навеки твоя», где исполнил роль Пандита Дарбара, гуру индийской классической музыки, который берет героя Салмана Хана под свою опеку. Среди других его работ в Болливуде: Champion (2000), Tum Bin (2001), «Лаки. Не время для любви» (2005), «Любовь творит чудеса» (2005) и «Лабиринт» (2007).
В поздние годы Гокхале занялся режиссурой, сняв в 2010 году фильм на маратхи Aaghaat, показывающем бюрократическую структуру крупных частных больниц и подход администрации к пациентам и их семьям. Он также сыграл в нём главную роль. В 2013 году актёр получил Национальную кинопремию за роль человека, всеми силами пытающегося найти средства на лечение своей жены, впавшей в кому, в драме Anumati. В 2015 году он снялся в получившем признание критиков фильме «Король театра», который считается новаторским в индустрии на маратхи. 
В 2016 году Гокхале объявил о завершении театральной карьеры из-за болезни горла, однако продолжил сниматься в кино. В 2020 году он сыграл премьер-министра в сериале Avrodh: The Siege Within. Его последним появлением на экране стала драма Godavari 2021 года. В том же году он привлек внимание общественности, когда выступил в поддержку актрисы Канганы Ранаут, вызвавшей огромные споры заявлением о том, что Индия обрела свободу в 2014 году, а то, что она получила в 1947 году, было «милостыней».
В ноябре 2022 года Гокхале был госпитализирован в больницу им. Динаната Мангешкара в Пуне, где скончался 26 ноября в возрасте 77 лет в результате полиорганной недостаточности. У него остались жена Врушали и две дочери: Асавари и Неха.